# Châtillon-lès-Sons
Châtillon-lès-Sons – miejscowość i gmina we Francji, w regionie Hauts-de-France, w departamencie Aisne.
Według danych na styczeń 2014 roku gminę zamieszkiwało 88 osób, a gęstość zaludnienia wynosiła 8,3 osób/km².